# Ihringen
Ihringen är en kommun och ort i Landkreis Breisgau-Hochschwarzwald i regionen Südlicher Oberrhein i Regierungsbezirk Freiburg i förbundslandet Baden-Württemberg i Tyskland.
Kommunen ingår i kommunalförbundet Breisach am Rhein tillsammans med staden Breisach am Rhein och kommunen Merdingen.